# Eerstelijnsbehandeling
Een eerstelijnsbehandeling (of inductietherapie, primaire behandeling, primaire therapie) is een (meestal gestandaardiseerde) behandeling voor een bepaalde aandoening (zoals een vorm van kanker). Een eerstelijnsbehandeling is erop gericht de aandoening te genezen of zover mogelijk terug te dringen (wanneer genezing niet mogelijk is).
Bij een eerstelijnsbehandeling is de therapie veelal milder en heeft deze minder (of minder zware) bijwerkingen dan bij een tweedelijnsbehandeling en derdelijnsbehandeling. Wanneer de eerstelijnsbehandeling niet (meer) voldoende effectief blijkt, gaat men over op een tweedelijnsbehandeling. Als ook de tweedelijnsbehandeling niet (meer) voldoende effectief blijkt, wordt een derdelijnsbehandeling ingezet.
Een tweedelijnsbehandeling of derdelijnsbehandeling wordt soms gezien als laatste redmiddel, het aantal beschikbare behandellijnen kan echter verder oplopen.
Als er geen behandelopties meer bestaan om de aandoening te genezen en de patiënt uiteindelijk aan de aandoening zal overlijden (de patiënt wordt dan "uitbehandeld" genoemd), wordt een eventuele behandeling palliatief genoemd.